# خویان-گورچانه
خویان-گورچانه (به لهستانی:  Chojane-Gorczany) یک روستا در لهستان است که در گمینا کولشه کوشچیلنه واقع شده‌است. خویان-گورچانه ۷۰ نفر جمعیت دارد.